# Brasidas lacerta
Brasidas lacerta ist eine Gespenstschrecken-Art aus der Familie Heteropterygidae die auf Mindanao endemisch ist. Aufgrund ihrer extremen Variabilität und den im Vergleich zu den Imagines stacheligeren Nymphen, wurde die Art unter weiteren Namen beschrieben, was zu insgesamt sieben Synonymen geführt hat.

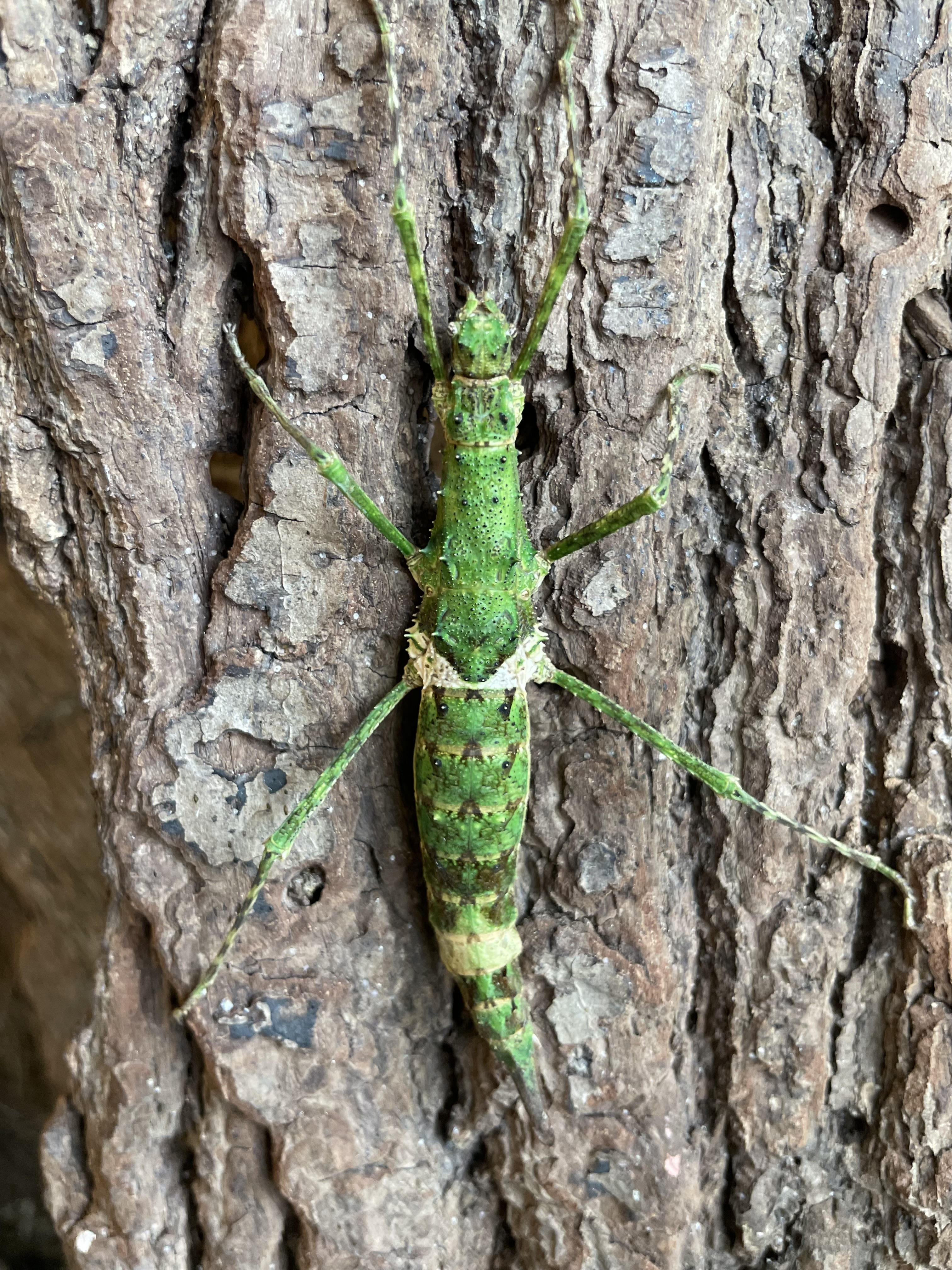
Grün gefärbtes Weibchen

## Merkmale
Im Habitus entspricht die Art typischen Vertretern der Obrimini. Sie hat wie alle Vertreter der Gattung  Brasidas ein Paar charakteristischer Löcher im Metasternum. Diese Metasternalgruben sind hier tief und meist vollständig gerandet. Die Weibchen sind mit etwa 80 bis 95 Millimetern Länge deutlich größer und fülliger als die ca. 48 bis 57 Millimeter langen Männchen. Wie viele Obrimini ist die Art sehr farbvariabel. In beiden Geschlechtern dominieren braune, seltener olivbraune Farbtöne. Bei den Weibchen treten gelegentlich Tiere mit tief grüner Grundfarbe oder grünen Musterungen auf. Sie sind lebhafter gezeichnet und variabler gemustert als die Männchen und können insbesondere am seitlichen und hinteren Rand des Metanotums helle oder weiße, teilweise grünlich wirkende Bereiche zeigen. Weiterhin setzen sich zahlreiche schwarzen Tuberkel auf dem Kopf und dem Thorax farblich deutlich von der Grundfarbe ab. Oft ist auch ein annähernd weißer Bereich vorhanden, der sich von der Mitte des sechsten fast auf die gesamte Breite des siebten Segmentes des Abdomens ausbreitet. Auf dem achten Segment befindet sich fast immer ein schwarzes Fleckenpaar. Durch diese Farbkombination erinnert das Hinterleibsende zusammen mit dem Legestachel an einen Kopf, genauer einen Vogelkopf. Gelegentlich finden sich auch Weibchen die auf braunem Grund ein breites, weißes Längsband über den gesamten Körper tragen, welches dann ebenfalls durch die schwarzen Flecken auf dem achten Hinterleibssegment ergänzt wird. Am Abdomenende befindet sich der für alle Obriminae typische Ovipositor, der hier lang und gerade ausgebildet ist. Adulte Männchen sind wie die Weibchen weniger bestachelt als die Nymphen. Sie sind weniger variabel gefärbt. Meist dominieren Brauntöne und die bei den Weibchen weißen oder beigen Zeichnungen sind bei ihnen eher hellbraun. Die Bestachlung des Körpers ist sehr variabel.

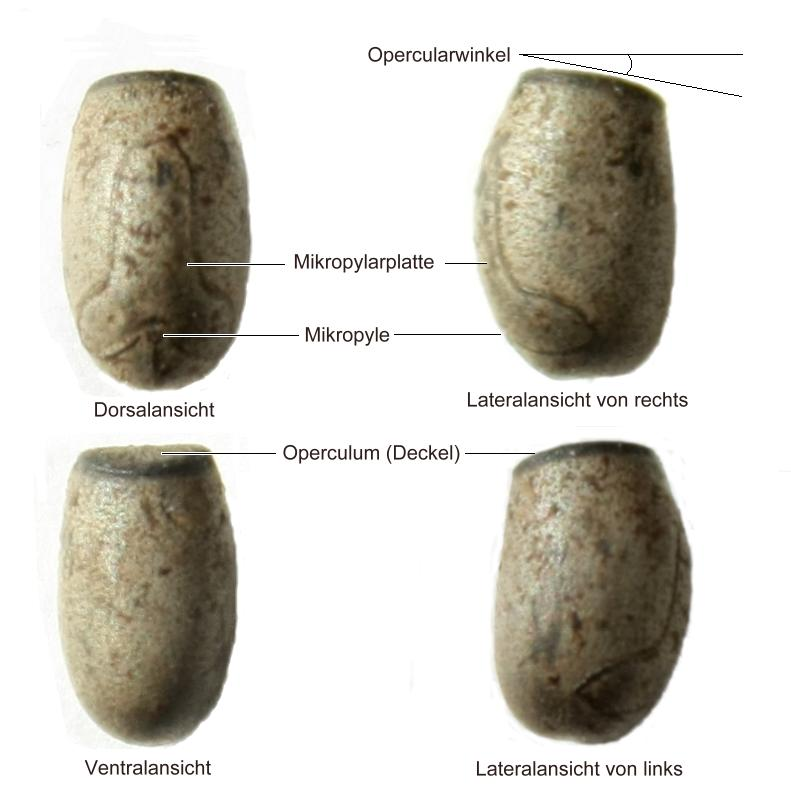
Ei in verschiedenen Ansichten

## Fortpflanzung
Die vier bis fünf Millimeter langen und zwei bis drei Millimeter breiten Eier werden wie bei allen Obrimini mittels des am Ende des Hinterleibs  befindlichen Legestachel in den Boden abgelegt. Ihr Exochorion ist grau und wird bei höherer Luftfeuchtigkeit dunkler und bei Trockenheit wieder heller. Der dorsale Bereich ist bauchig vorgewölbt und der stets dunkelgrau gefärbte Deckel (Operculum) sitzt schräg zur ventralen Seite hin abfallend auf dem Ei, so dass ein Opercularwinkel von etwa 10 Grad entsteht (Siehe auch Bau des Phasmideneies). Die Nymphen schlüpfen nach etwa vier Monaten aus den Eiern und benötigen dann noch einmal vier Monate um heranzuwachsen.

## Systematik
Josef Redtenbacher beschrieb diese Art 1906 anhand von drei von Luzon und Mindanao stammenden Tieren als Obrimus lacerta. Diese stammen teilweise aus dem Museum für Naturkunde Berlin und teilweise aus seiner eigenen Sammlung, die später dem Naturhistorischen Museum Wien angegliedert wurde. Er lässt offen, welche der Tiere von welchem Fundort stammen. Der gewählte Artzusatz  „lacerta“ ist dem Lateinischen entlehnt und bedeutet Eidechse (siehe auch Gattung der Eidechsen Lacerta). Am Ende der Artbeschreibung erwähnt er, dass er nicht sicher ist, ob die zwei Männchen und das Weibchen zur selben Art gehören. In derselben Arbeit veröffentlicht er auch einen Abschnitt über die bereits 1877 von Carl Stål an einem Weibchen beschriebene Obrimus cavernosus (heute Brasidas cavernosus). Auch hier wurden drei Tiere, genauer ein Männchen und zwei Weibchen untersucht. Das aus dem Museum für Naturkunde Berlin stammende Material wurde auf Luzon, das aus dem Naturkundemuseum Paris auf Mindanao gesammelt. Auch hier erwähnt er, dass nicht sicher sei, ob beide Geschlechter zur selben Art gehören und lässt offen, welche Tiere von welchem Fundort stammen. Heinrich Dohrn bezweifelt 1910, dass es sich bei den beiden genannten Arten Obrimus lacerta und Obrimus cavernosus um eigenständige Arten handelt. Er untersuchte zwei Pärchen von Mindanao, deren Männchen zu Redtenbachers cavernosus und deren Weibchen zu seiner lacerta passen.
James Abram Garfield Rehn und sein Sohn John William Holman Rehn überstellten beide Arten 1938/39 in die von ihnen neu errichtete Gattung Euobrimus und beschrieben in dieser fünf neue Arten. Darunter auch Euobrimus dohrni, der die Beschreibung der beiden von Dohrn genannten Pärchen von Mindanao zugrunde liegt. Auch jeweils eines der Geschlechter der von Redtenbacher untersuchten Obrimus cavernosus und Obrimus lacerta soll dieser Art angehören. Wie späteren Katalogisierungen der Sammlungen in Berlin und Wien ergaben, handelt es sich bei den drei von Redtenbacher beschriebenen Syntypen um ein adultes Männchen von Luzon und ein adultes Weibchen von Mindanao im Berliner, sowie ein juveniles Männchen von Luzon im Wiener Museum. Frank H. Hennemann synonymisierte 2023 die Gattung Euobrimus mit Brasidas und klärte den Status der Syntypen auf, die zu drei unterschiedlichen Arten gehören. Während das juvenile Männchen von Luzon zu Brasidas cavernosus gehört, die schon vor Brasidas lacerta beschriebenen worden war, gehört das adulte Männchen von Luzon aus Berlin zu der von Rehn und Rehn beschriebenen Euobrimus bakeri. Da letztere anhand mehrerer erwachsener Exemplare mit genauen Sammeldaten beschrieben wurde, ist die Art als Brasidas bakeri beibehalten worden. Als Lectotypus von Brasidas lacerta blieb damit das adulte Weibchen aus der Wiener Sammlung übrig.
Bei der Untersuchung der nun komplett in Brasidas geführten Arten stellte Hennemann fest, dass es sich bei fünf der von Rehn und Rehn beschriebenen Arten sowie einer Unterart um Synonyme von Brasidas lacerta handelt. Das Typusmaterial der synonymisierten Brasidas montivagus und Brasidas foveolatus asper befindet sich im National Museum of Natural History (USNM) in Washington, D.C. Die Typen von Euobrimus atherura und der nach dem Insektensammler Charles F. Clegg benannten Euobrimus cleggi sind in der Academy of Natural Sciences in Philadelphia (ANSP) zu finden. Der juvenile Holotypus von Brasidas acanthoderus befindet sich im Museum of Comparative Zoology (MCZ) der Harvard University in Cambridge. Die von Dohrn untersuchten und nach ihm benannten Tiere von Euobrimus dohrni sind als Syntypen im Muzeum i Instytut Zoologii (MIZ) der Polnischen Akademie der Wissenschaften in Warschau hinterlegt. Auch die 2006 von Ireno L. Lit jr. und Orlando L. Eusebio zu Ehren von Stephan Reyes, einem taxonomisch an Bienen und Wespen forschenden Entomologen und ehemaligen Direktor des Museum of Natural History der University of the Philippines in Los Baños (UPLB) als Euobrimus stephenreyesi beschriebenen Art, ist synonym zu Brasidas lacerta. Ihr männlicher Holotypus und der juvenile weibliche Paratypus sind in der Sammlung der UPLB hinterlegt.
Als Synonyme der Art gelten:
- Brasidas acanthoderus Rehn, J.A.G. & Rehn, J.W.H., 1939
- Euobrimus atherura Rehn, J.A.G. & Rehn, J.W.H., 1939
- Euobrimus cleggi Rehn, J.A.G. & Rehn, J.W.H., 1939.
- Euobrimus dohrni Rehn, J.A.G. & Rehn, J.W.H., 1939
- Brasidas foveolatus asper Rehn, J.A.G. & Rehn, J.W.H., 1939
- Brasidas montivagus Rehn, J.A.G. & Rehn, J.W.H., 1939
- Euobrimus stephenreyesi Lit & Eusebio, 2006

## Terraristik
Die ersten Vertreter dieser Art gelangten im März 2008 in die Terrarien der Liebhaber. Sie wurden von Joachim Bresseel, Mark Bushell und Ellen Caluwé auf der Insel Mindanao in Nabunturan und am Lake Agko in der Nähe des Bergs Apo gesammelt. Bis Ende 2023 und länger ist der Zuchtstamm unter dem Namen Brasidas foveolatus bekannt gewesen und verteilt worden. Er wird von der Phasmid Study Group weiterhin als Brasidas foveolatus foveolatus unter der PSG-Nummer 301 geführt.
Ein später (etwa 2010) ebenfalls aus Nabunturan eingeführter Zuchtstamm der Art, wurden zunächst nach seinem Fundort als Brasidas sp. 'Nabunturan' bezeichnet und ist nicht mehr in Zucht.
Ein 2011 von Thierry Heitzmann auf Luzon in der Provinz Sorsogon am Mount Pulog gesammelter Stamm, wurde zunächst als Euobrimus lacerta identifiziert. Dieser unter der PSG-Nummer 377 geführte Stamm, gehört nicht zu Brasidas lacerta, sondern wurde 2021 als Euobrimus cavernosus (heute Brasidas cavernosus) identifiziert.
Brasidas lacerta ist im Terrarium leicht mit Brombeeren, Wildrosen, Eichen, Efeu oder Johanniskraut zu ernähren. Gelegentlich sollten die Futterpflanzen mit Wasser besprüht werden. Um die Eiablage zu ermöglichen, sollte der Boden des Terrariums einige Zentimeter hoch mit einem leicht feuchten Substrat aus Erde bedeckt sein.

## Bilder

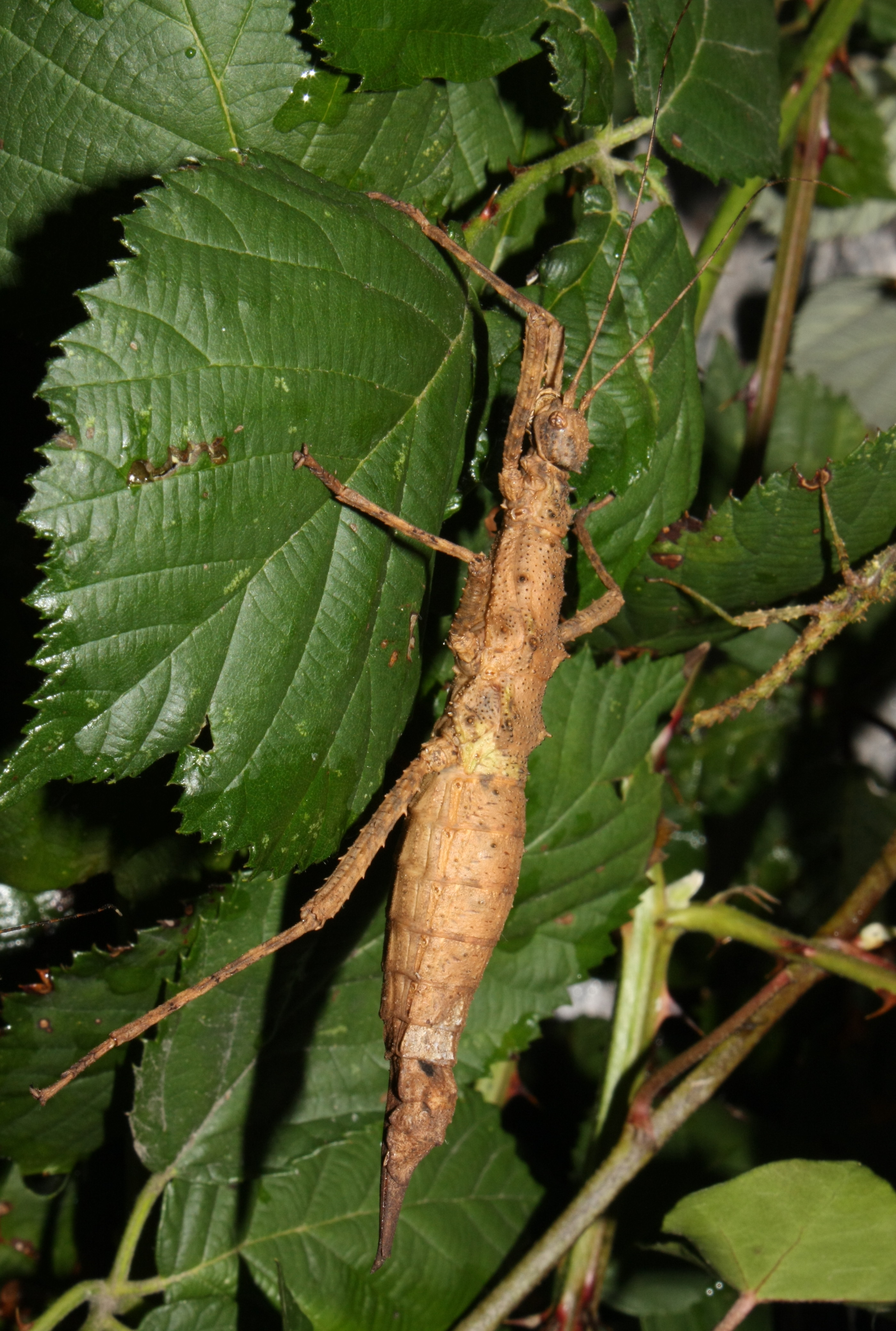
Weibchen
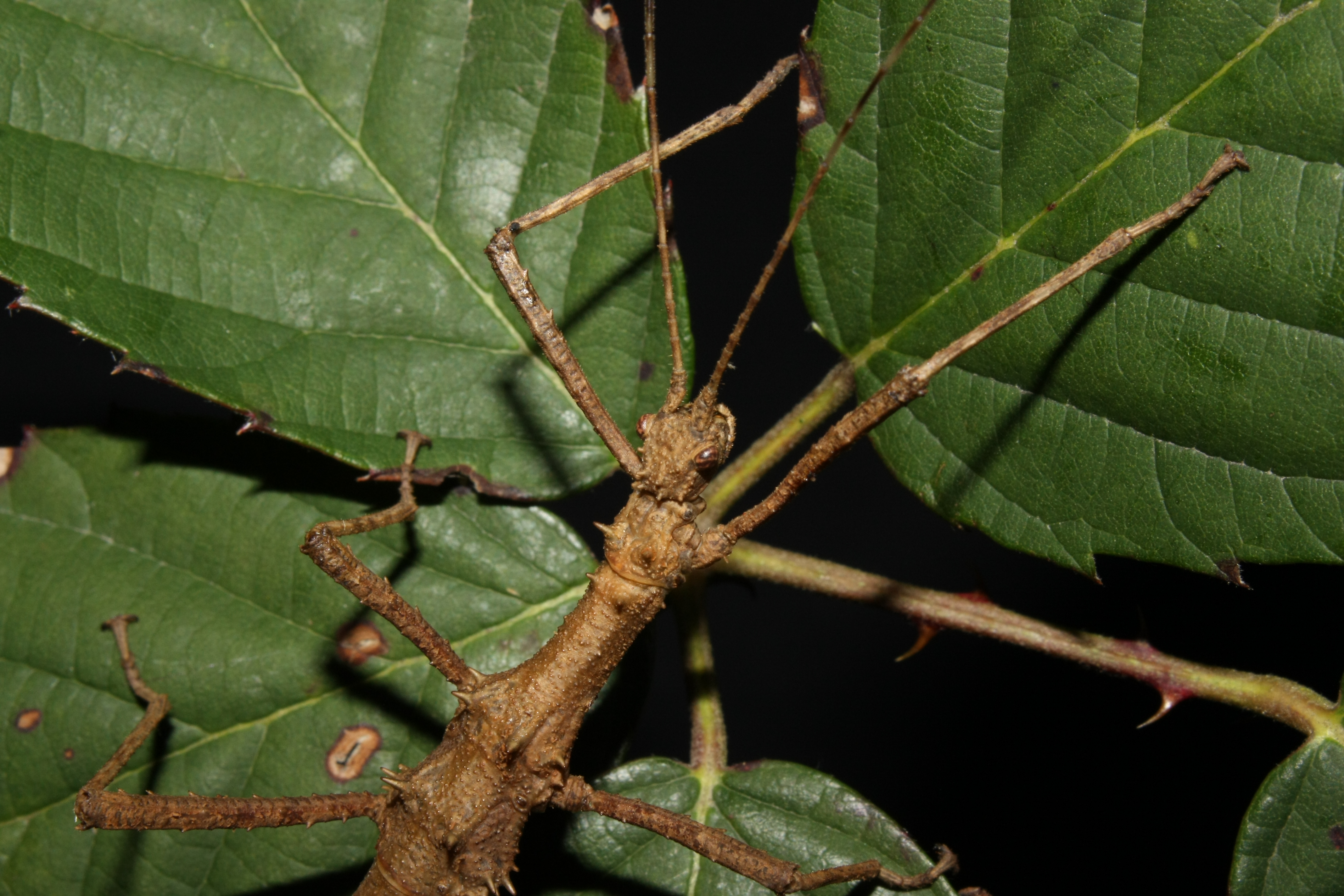
Porträt eines Männchens
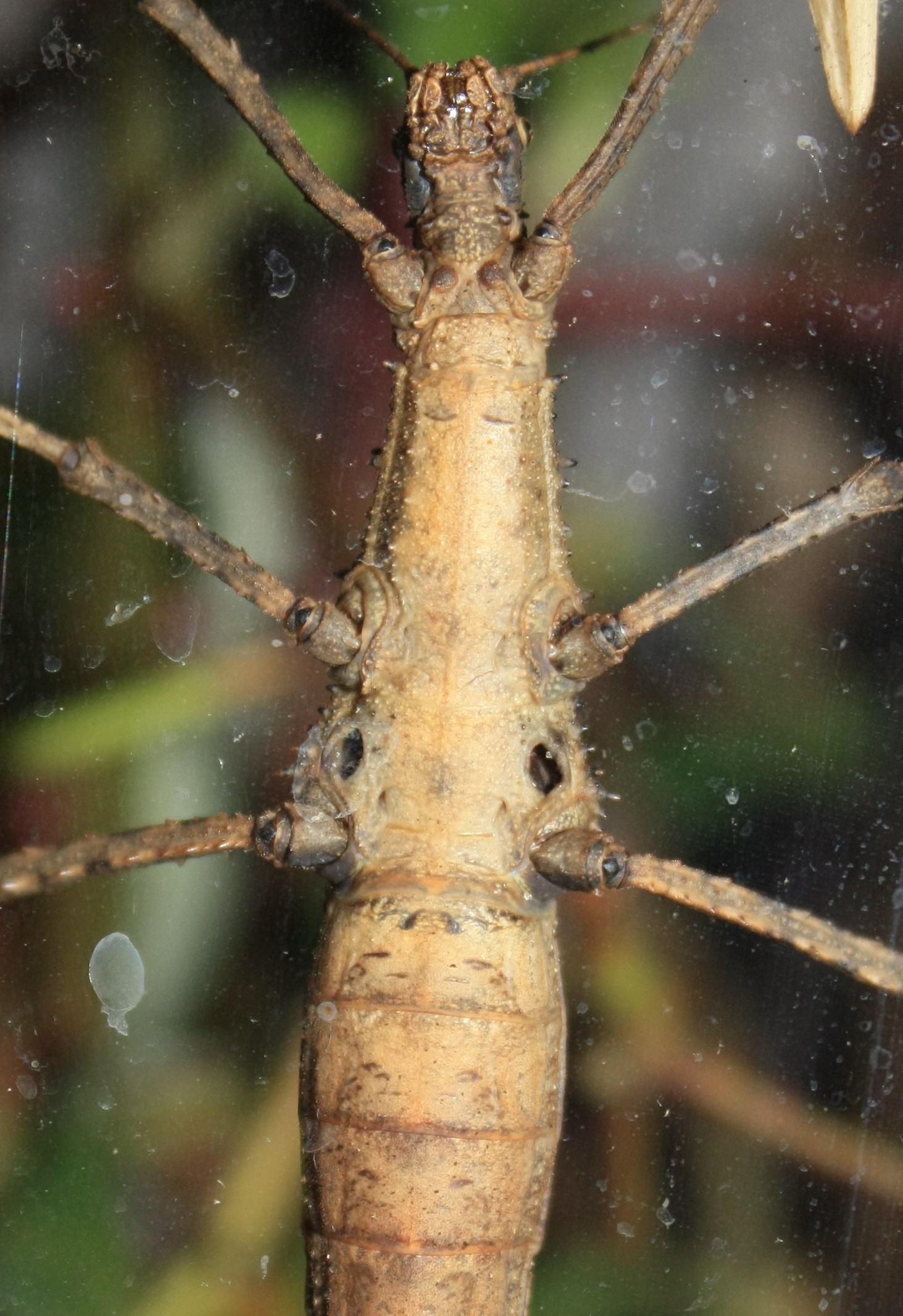
Bauchseite eines Weibchens
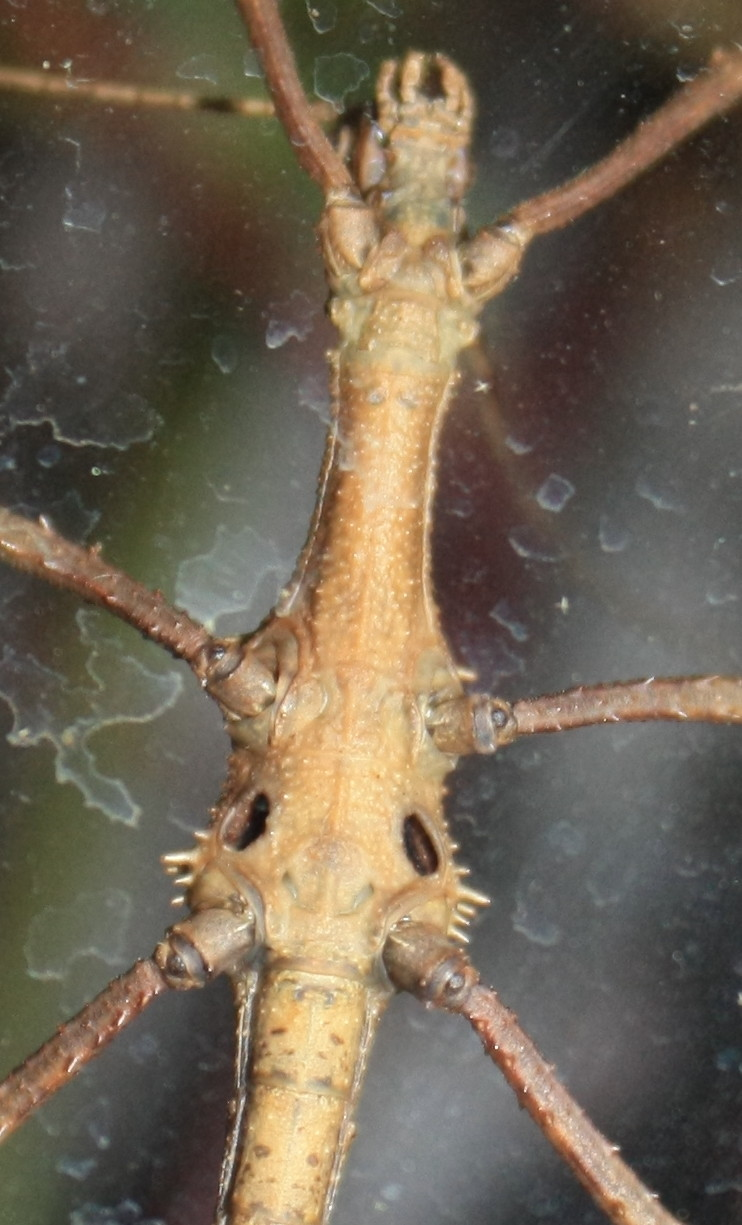
Bauchseite eines Männchens